# Eugenio Monesma
Eugenio Monesma Moliner (Huesca, 21 de noviembre de 1952) es un director y productor de cine etnográfico español conocido por sus documentales sobre tradiciones, oficios perdidos y costumbres sobre nuestros mayores en el mundo rural de diferentes partes de España.
Eugenio dirige la productora Pyrene P. V., con sede en Huesca, y forma parte de la Real Academia de las Nobles y Bellas Artes de San Luis, el Instituto Aragonés de Antropología y la Asociación Española de Cine Científico (ASECIC), entre otros. Ha realizado diversas producciones para Aragón Televisión, entre las que destacan las series Nos vemos en la Plaza Mayor,  Los secretos de las piedras y Raíces Vivas. Desde 2002 trabaja con Canal Cocina donde lleva más de 23 temporadas en antena de forma ininterrumpida con su programa Los fogones tradicionales.

## Biografía
Eugenio Monesma Moliner nació en Huesca en 1952. A sus 25 años se inició en el cine en formato Super-8 con cortometrajes de fuerte carga simbólica y compromiso social, entre los que destacaron Jaque de Reyes y Soldados de papel, con los que obtuvo numerosos premios; así como realizando cine de animación de carácter antibelicista.
En 1983 ingresa en el Instituto Aragonés de Antropología y con la grabación del documental Navateros emprende una clara orientación hacia el cine etnográfico. Sus primeros trabajos tienen ya un valor pionero, y el resultado es uno de los corpus etnográfico-audiovisuales más importantes de España, con un especial acento en las tradiciones y oficios de Aragón y de España en general.
En 1990 creó la productora Pyrene P.V. y continúa con su proyecto de documentar en vídeo e imágenes todas aquellas actividades productivas, viejos oficios y rituales que se han perdido o que corren peligro de desaparecer, recorriendo numerosos pueblos tanto de la geografía aragonesa como nacional.

## Obra
Eugenio Monesma cuenta con más de 3.200 documentales realizados que tratan principalmente sobre etnografía, bajo temáticas como oficios perdidos, fiestas populares, indumentaria tradicional, recetas tradicionales, historias del exilio republicano, instrumentos musicales, construcción tradicional, etc. A lo largo de su trayectoria ha sido galardonado con más de 200 premios como la Medalla al Mérito Cultural en 2001 concedida por el Gobierno de Aragón, el premio Félix de Azara en 2011 y el Simón de Honor 2022 por la Academia del Cine Aragonés, entre otros. Sus series de televisión sobre oficios tradicionales, fiestas, historia, turismo, gastronomía, piedras rituales, etc. se han podido ver en diversos canales regionales y nacionales de España desde los años 90. Desde el año 2020 se ha dedicado a volcar su fondo documental en Youtube.
Su archivo fotográfico supera las 350.000 diapositivas, junto con las cientos de miles de fotografías digitales realizadas en años posteriores.
Ha publicado diversos libros sobre antropología o etnografía con sus investigaciones, trabajos de campo y fotografías, así como artículos en revistas como Vida Rural o Temas de antropología aragonesa.

### Programas de televisión
- Nos vemos en la Plaza Mayor fue un programa semanal durante seis temporadas en Aragón TV, entre los años 2007 y 2012, con más de 320 capítulos. En él dio a conocer muchas de las tradiciones y costumbres enraizadas en la comunidad aragonesa.[7]
- Memoria y tradiciones de Aragón, serie compuesta por 20 capítulos de 60 minutos emitida durante el año 2015 en Aragón TV.[15]
- Los Fogones tradicionales, serie sobre gastronomía tradicional española emitida ininterrumpidamente durante más de 20 años en el canal de pago Canal Cocina.[16]
- Los secretos de las piedras, programa de corte arqueológico dirigido y presentado por el mismo Monesma en Aragón TV entre 2014 y 2015 sobre la piedra trabajada, sus leyendas e historia. Esta temática ha sido uno de sus focos de investigación y conferencias, participando también en el proyecto sobre creencias y ritos alrededor de las piedras sagradas del Instituto de Estudios Altoaragoneses, denominado Piedras sagradas.[17][18]
- Raices vivas, serie que dirigió y presentó para Aragón TV entre 2016 y 2017 en la que se recogen diversas fiestas, oficios y rituales festivos del territorio aragonés.[19][20]

### Libros publicados
- Monesma, Eugenio (2024). 100 oficios para el recuerdo. Lunwerg Editores. ISBN 978-84-10378-06-3.

## Premios
Premios Simón
| Año          | Categoría      | Resultado |
| ------------ | -------------- | --------- |
| 11.ª edición | Simón de honor | Ganador   |